# Finlands Nationalmuseum
Finlands Nationalmuseum (finsk: Kansallismuseo, svensk: Nationalmuseum) er et nationalmuseum i Finland, der udstiller genstande fra landets historie fra stenalderen og frem til i dag. Museet er indrettet i en nationalromantisk bygning i det centrale Helsinki, og det er en del af Museiverket (indtil 2018 kaldet Nationalrådet for Antikviteter) (finsk: Museovirasto, svensk: Museiverket), under ministeriet for kultur og uddannelse.

## Galleri
Bygningnen
- Museet udefra. Bjørnestatue fra 1910 af Emil Wikström.
- Glasmosaik
- Offersten fra Häme, Kalvola.
- Stenkiste fra jernalderen fundet i Kolmhaara, Honkilahti.
- Elghovedet fra Huittinen fra omkring år 7000 f.v.t.
- Samling af finske genstande fra stenalderen
- Samling af finske genstande fra jernalderen
- Religiøs kunst fra middelalderen
- Våben og rustninger
- Krudtvåben
- Suontakasværdet fra omkring år 1030.
- Service
- Udstillingslokale
- Rekonstruerede dragter fra 1000-tallet
- Rekonstruerede dragt fra 1100-tallet
- Møbler og malerier
- Aleksandr 1.'s stol brugt ved Landdagen i Borgå, oprindeligt bestilt af Paul 1. ved Sankt Petersborgi 1797